# سيمون (أنمي)
سيمون (باليابانية: シムーン، بالروماجي: Shimūn)
هو مسلسل أنمي ياباني تلفزيوني من تأليف شو ايكاوا ويوشيزاكي ساسا وغو هيهارا، ومن إنتاج ستوديو دين. عرض الأنمي على تلفزيون طوكيو في 3 أبريل عام 2006 واستمر عرضه حتى 25 سبتمبر عام 2006، وتكون من 26 حلقة.

## القصة
تدور أحداث القصة عن في عالم اسمه دايكوريكو الذي يولد فيه الجميع إناث ويختارون الجنسهم بعد أن يبغلوا 17 عامًا. في دولة سيمولاكروم تتم حراستا بواسطة آلات طيران سحرية تسمى "سيمون"، والتي لا يمكن أن يقودها إلا الفتيات التي لم يخترن جنسهن بعد. تستطيع آلات سيمون تفعيل قوة سحرية تعرف باسم "ري ماجون" يمكنها تدمير أعداد كبيرة من الأعداء في وقت واحد. تشن الدولتان أرجنتوم وبلومبوم حربًا لغزو سيمولاكروم للحصول على سر آلات السيمون.

## الشخصيات

### الشخصيات الرئيسية
آير (باليابانية: アーエル، بالروماجي: Āeru)
أداء صوتي: مايتشي نينو
نيفيريل (باليابانية: ネヴィリル، بالروماجي: Neviriru)
أداء صوتي: رييكو تاكاهاشي
بارايتا (باليابانية: パライエッタ، بالروماجي: Paraietta)
أداء صوتي: آمي كوشيميزو
كايم (باليابانية: カイム، بالروماجي: Kaimu)
أداء صوتي: ميتشيكو هوسوكوشي
ألتي (باليابانية: アルティ، بالروماجي: Aruti)
أداء صوتي: ميغومي تويوغوتشي
فلو (باليابانية: フロエ/フロフ، بالروماجي: Furoe)
أداء صوتي: ميتشيرو آيزاوا
رواتريمون (باليابانية: ロードレアモン، بالروماجي: Rōdoreamon)
أداء صوتي: ميكاكو تاكاهاشي
موريناس (باليابانية: モリナス، بالروماجي: Morinasu)
أداء صوتي: نانا ميزوكي
ليمون (باليابانية: リモネ، بالروماجي: Riomne)
أداء صوتي: ماميكو نوتو
دومينورا (باليابانية: ドミヌーラ، بالروماجي: Dominūra)
أداء صوتي: يوكانا
مامينا (باليابانية: マミーナ، بالروماجي: Mamīna)
أداء صوتي: ريكا موريناغا
يون (باليابانية: ユン، بالروماجي: Yun)
أداء صوتي: كاوري نازوكا

### شخصيات أخرى
أموريا (باليابانية: アムリア، بالروماجي: Amuria)
أداء صوتي: إيري كيتامورا
أنوبيتوف (باليابانية: アヌビトゥフ، بالروماجي: Anubitufu)
أداء صوتي: ريكو كيوتشي
جورجيف (باليابانية: グラギエフ، بالروماجي: Guragiefu)
أداء صوتي: هوكو كواشيما
وابوريف (باليابانية: ワポーリフ، بالروماجي: Wapōrifu)
أداء صوتي: فومي ميزوساوا
فورا / فوراف (باليابانية: ヴューラ/ヴュラフ، بالروماجي: Vyūra/Vyurafu)
أداء صوتي: أي هاياساكا
ووف (باليابانية: ワウフ، بالروماجي: Wauf)
أداء صوتي: أورارا تاكانو
أوناسيا (باليابانية: オナシア، بالروماجي: Onashia)
أداء صوتي: ساكيكو تاماغاوا
هالكونف (باليابانية: ハルコンフ، بالروماجي: Harukonfu)
أداء صوتي: يوكو سومي
إيلي / إليف (باليابانية: エリー/エリフ، بالروماجي: Erī/Erīfu)
أداء صوتي: يوكانا
أنجلاس (باليابانية: アングラス، بالروماجي: Angurasu)
أداء صوتي: ميو ماتسوكي

## وصلات خارجية
- الموقع الرسمي باللغة اليابانية
- Anime staff blog باللغة اليابانية
- Simoun site at BIGLOBE باللغة اليابانية
- سيمون على موقع تلفزيون طوكيو باللغة اليابانية
- Internet Radio Station Onsen باللغة اليابانية
- سيمون (أنمي) على موقع IMDb (الإنجليزية)
- سيمون (أنمي) على موقع كينوبويسك (الروسية)
- سيمون (أنمي) على موقع ميوزك برينز (الإنجليزية)
- سيمون (أنمي) على موقع قاعدة بيانات الفيلم (الإنجليزية)
- سيمون (أنمي) على موقع ANN anime (الإنجليزية)